# Juliusz Kropnicki
Juliusz Kropnicki (ur. 2 sierpnia 1942 w Lisznie) – polski działacz partyjny i państwowy, inżynier rolnictwa, w latach 1981–1982 I sekretarz Komitetu Wojewódzkiego Polskiej Zjednoczonej Partii Robotniczej w Chełmie.

## Życiorys
Syn Wacława i Zofii. Ukończył studia magisterskie z inżynierii rolnictwa, w 1967 wstąpił do PZPR. Zajmował stanowisko sekretarza rolnego w Komitecie Gromadzkim w Hańsku oraz Komitecie Powiatowym we Włodawie, w 1971 został zastępcą kierownika Wydziału Rolnictwa i Leśnictwa Prezydium Powiatowej Rady Narodowej we Włodawie. Od 1975 do 1981 I sekretarz Komitetu Gminnego PZPR w gminie wiejskiej Włodawa, następnie wszedł w skład Komitetu Wojewódzkiego w Chełmie. Zajmował stanowisko I sekretarza KW od 17 czerwca 1981 do 30 listopada 1982, odszedł na własną prośbę. W drugiej połowie lat 80. był przewodniczącym Prezydium Gminnej Rady Narodowej we Włodawie.